# Volodímir Yelchenko
Volodýmyr Yúriyovych Yélchenko (en ucraniano: Володи́мир Юрійович Єльченко; Kiev, RSS de Ucrania, Unión Soviética; 27 de junio de 1959) es un político ucraniano. Fue presidente del Consejo de Seguridad de las Naciones Unidas y representante de Ucrania en esta misma organización desde el 9 de diciembre de 2015. 
Fue, además, embajador de Ucrania a Rusia desde julio de 2010 hasta marzo del 2014.